# Black Lives Matter
Black Lives Matter (BLM) (en català, 'Les vides dels negres importen') és el nom d'un moviment activista sorgit als Estats Units d'Amèrica a les comunitats afroamericanes i que realitza campanyes contra la violència racista exercida vers les persones negres que s'ha anat reproduint durant el mandat del president Barack Obama. BLM organitza regularment protestes entorn de les víctimes que han estat mortes per agents de policia estatunidencs. El grup també es manifesta de manera més general en contra de la brutalitat policial i per qüestions racials viscudes als Estats Units.

## Precedents, context, i causes

### El racisme als EUA
El racisme i la discriminació ètnica als EUA existeix des de l'època colonial i de l'esclavatge. El racisme legalment acceptat havia donat drets i privilegis a americans blancs, mentre que amerindis, afroamericans, asioamericans o llatinoamericans se'n veien privats. Els euroamericans (concretament angloamericans) eren els qui tenien més privilegis en matèria d'educació, immigració, dret a vot,... L'arriada del moviment abolicionista al segle xviii marca el punt de partida per mirar de combatre aquest fet. Els anys 1960 són un pas més en aquest intent. Si bé l'apartheid ja no és vigent en l'actualitat, la política racial encara és un fenomen major als EUA.

### Barack Obama, Yes We Can
El moviment Black Lives Matter sorgeix en ple mandat de Barack Obama, el primer president nord-americà negre, cosa que fa remarcar el periodista Eduard Sanjuán: el seu accés a la presidència dels EUA va fer que molts ciutadans americans pensessin en un gran salt endavant la lluita per la igualtat racial […] i no ha estat així. La campanya electoral del president americà que aconseguí guanyar les eleccions l'any 2008 fou enormement comentada per la capacitat de captar vot hispà, afroamericà i d'altres minories. El Yes We Can portava un missatge molt esperançador, segons alguns sectors, força encaminat a minvar les diferències socials al país. Arran de tot això, el grup de música The Black Eyed Peas va produir una cançó el 2 de febrer de 2008 titulada amb el mateix nom que el moviment (Yes we can). Encara que les lletres són citacions íntegres del discurs de concessió d'Obama la seva campanya no va tenir cap implicació en la producció del senzill.

### Baltimore, reflex d'un país

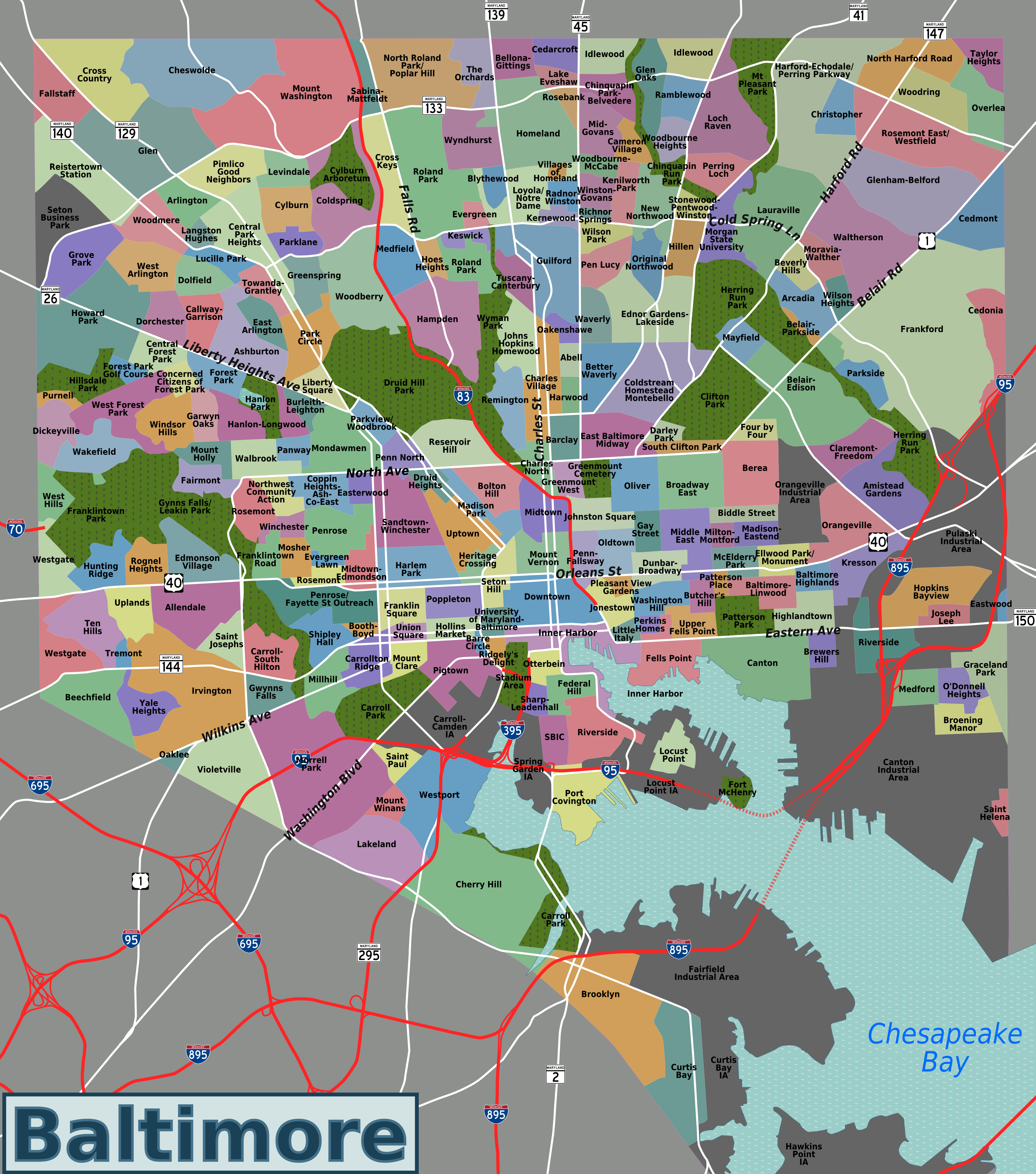
Barris oficials de la ciutat

Baltimore és una ciutat localitzada a l'estat estatunidenc de Maryland. És la ciutat més gran de Maryland amb una població de 638.614, amb més de 2.668.056 persones que inclouen les de l'àrea metropolitana. Fou fundada el 1729 i és part de l'àrea metropolitana de Washintong-Baltimore. Segons un reportatge publicat a El País, Baltimore ha estat "una ciutat de guetos ètnics" on s'hi han succeït irlandesos, italians, jueus, polonesos i a les darreres dècades del segle XX negres. El diari titulava el 4 de maig del 2015 Baltimore explica dècades de desigualtat als Estats Units. La ciutat ha estat, al llarg de la seva història, escenari de manifestacions en lluita per la defensa d'aquestes comunitats ètniques. Martin Luther King hi fou assassinat i la ciutat és coneguda, de fet, amb el nom de "ciutat de barris". Els anys 1960 foren molt marcats per les manifestacions i el moviment anti-apartheid. Aquest fet ha motivat reportatges i pel·lícules, com ara l'estrenada l'any 2007, Hairspray. El mateix president Barack Obama reconeix que aquesta crisi [Black Lives Matter] s'apropava lentament, portava ja feia molt de temps. No és nova i no hauríem de veure-la d'alta manera. En l'actualitat, segons apunta El País, hi ha dos Baltimore que es miren d'esquena. El primer, amb una comunitat molt important negra, i l'altre, amb una de color blanc. El percentatge de persones de color negre és majoritari a la ciutat, i malgrat tot, hi ha una "disparitat entre el Baltimore negre i blanc" important segons el mateix article: "a la galàxia blanca hi ha la Universitat Johns Hopkins, centre d'ensenyament i investigació a l'última", mentre que "els barris de Roland Park i Hollins Market" estan separats només per "sis milles". En els barris més pobres, ocupats molt majoritàriament per negres, "la diferència de l'esperança de vida mitjana és de 20 anys" en comparació als barris blancs.

#### Sistema de detencions
Segons el professor de criminologia John Eck de la Universitat de Cincinnati (Ohio), entrevistat per Le Monde després dels disturbis ocasionats per la mort de Michael Brown, les detencions arbitràries per part de la policia als Estats Units s'expliquen a través d'una única qüestió: les armes de foc. Segons el diari, que extreu estadístiques de l'FBI, 461 persones haurien estat mortes per la policia als EUA l'any 2013. El comentarista de política del Washington Post, Eugene Robinson, creu que no són 461, sinó un miler vist que l'FBI no ha considerat els homicidis voluntaris considerats "justificats". Als EUA les detencions i arrestos policials són freqüents, massa freqüents segons denuncia Black Lives Matter. Als EUA la constitució americana autoritza la possessió d'armes com a dret pràcticament inviolable. Aquest fet explica que hi hagi certa violència als carrers o barris marginats, segons es pot extreure de l'article publicat a Le Monde. El professor John Eck argumenta que durant els anys 1970 i principi dels 1980, un nombre important de policies foren morts a causa de la llibertat amb què es pot obtenir una arma, fet que empitjora a barris força turbulents de per si. Això va portar als serveis de policia a protegir-se amb protectors antibales, a actuar amb "tolerància zero", en grup i amb diversos policies,... resumidament, i com titula l'article de l'entrevista, "amb tàctiques quasi militars". A aquest fet, se n'afegeix un altre, el de la justícia. Aquesta estaria estructurada de manera que portar un policia per la mort voluntària d'una personal o per pràctiques abusives que han conduït a la mort d'un arrestat sigui difícil. Segons el Washington Post, concretament, segons Jay Sterling Silver professor de dret a St-Thomas University, s'hi mourien conflictes d'interessos dins el sistema de jurats encarregat dels judicis. Tot plegat degut a una llei, l'americana, que deixaria certa impunitat als agents de policia vist que poden argumentar legítima defensa en considerar la seva vida en perill. No debades, les imatges difoses per Black Lives Matter mostren el contrari. Els arrestats són presos per un nombre exagerat de policies, amb armes i protecció a sobre, no deixant cap mena de moviment o opció al detingut. Les detencions són, de fet, i així mateix ho certifiquen les imatges, abusives.

## Història del Moviment BLM

### Protestes del 2014 i 2015
La recessió del 2007 portà una reducció important de la població de Baltimore. Prop de 100 000 llocs de treball es van perdre i el terç de la població va reduir-se. Es calcula que prop del terç dels homes negres són a la presó als EUA.
Durant el mandat del president Barack Obama les detencions arbitràries, descontrolades, violentes i amb morts i brutalitat policial vers la comunitat negra en particular no es van aturar. Si bé la intenció era controlar els barris més turbulents, el resultat va ser força diferent. Van fer créixer un sentiment d'indignació entre la comunitat afroamericana dels EUA. L'any 2015 a Baltimore explota el descontentament amb la mort de Freddie Gray que havia estat arrestat perquè suposadament es trobava en possessió d'un ganivet. La detenció del jove de 25 anys fou filmada. El jove afroamericà cridava de dolor, ferit a la cama, sense poder moure un dit i, malgrat tot, emportat en vehicle policial. Passada una setmana, Freddie Gray, moria per lesions modulars.
L'escampada de les imatges per les xarxes socials i els mitjans de comunicació esdevenen virals. Els veïns de la ciutat esclaten als carrers. No hi ha només la mort del jove en joc, el rerefons és força més dramàtic. La població denuncia obertament racisme vers la comunitat afroamericana. La revista TIMES publica en portada, America: 1968-2015 What has changed, what hasn't?, amb una foto realitzada als anys 1960 a la ciutat de Baltimore, lloc de protesta per la mort de Martin Luther King. Faulk, dinamitzador del barri, explicita per un reportatge d'ABC realitzat per Sally Sara que la gent va sortir al carrer per l'abandonament, per la deixadesa i la brutalitat policial. De fet, al moment de l'esclat, el 70% de les cases es trobaven tapiades, denuncia J. C. Faulk.
El 26 de febrer del 2012 la situació torna a repetir-se. Aquest cop és Trayvon Benjamin Martin la víctima. Jove, afroamericà i mort per la policia, el moviment Blacks Lives Matter no triga a sortir. Els carrers del país s'omplen. Barack Obama declara: si jo tingués un fill, s'assemblaria al Trayvon. Les raons no són poques. George Zimmerman, el guàrdia de seguretat responsable de la mort del jove, és declarat no culpable. Les protestes es tornen a fer virals a les xarxes socials i, concretament, el hashtag #BlackLivesMatter esdevé en poc temps trending topic al món. És l'inici del moviment Black Lives Matter, la vida dels negres és important. El judici havia de ser l'últim. Però el 9 d'agost del 2014 és el torn de Michael Brown, jove de Missouri, qui és detingut i mort altre cop per la policia. Després de les investigacions pertinents el policia surt sense càrrecs. Els membres de BLM van organitzar la seva primera protesta a nivell nacional, en forma d'una “Caravana per la Llibertat, Black Lives Matter” a Ferguson (Missouri) després de la mort de Brown.

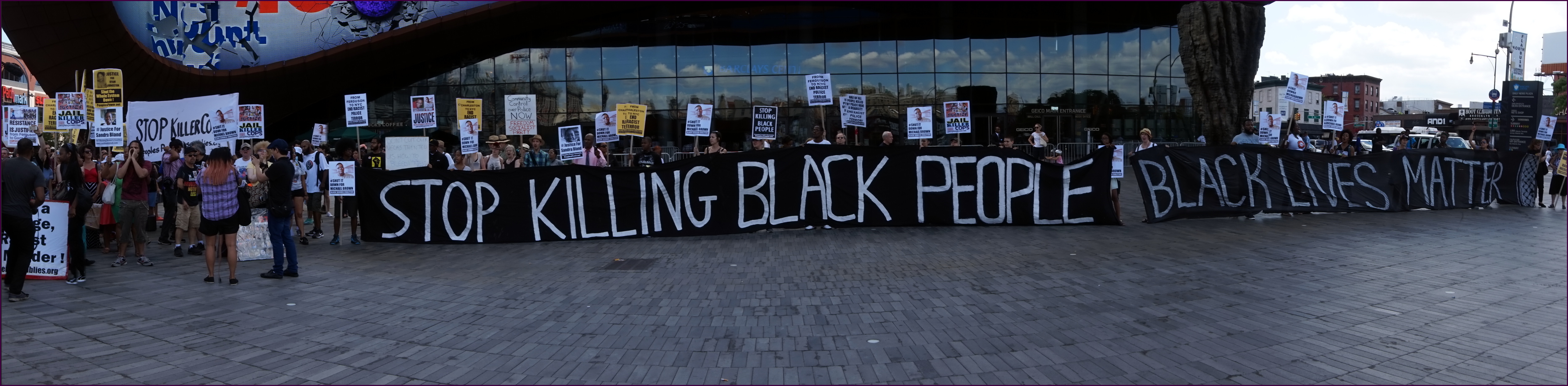
Manifestació del 9 d'agost del 2015, un any després de la mort d'en Michael Brown, davant el Barclays Center de Brooklyn.

Neix de cop una nova generació als Estats Units en defensa dels drets de la població negra. No té líders carismàtics, però opera a les xarxes socials. Filma les detencions, difon les imatges i surt als carrers. Michael A. Wood JR, expolicia a Baltimore, i entrevistat per Sally Sara denunciava racisme estructural i instrumentalitzat al cos de policia on treballava des de feia 11 anys i, per aquest motiu, es feia difícil per a ell continuar-hi. Afirmacions també denunciades reiteradament pel moviment BLM.

### Eleccions presidencials del 2016
Durant la campanya electoral a les presidencials del 2016 el moviment va aconseguir ser tema de discurs dels candidats. Per exemple, Hillary Clinton va declara que necessitem tractar d'una altra manera les comunitats de color, a més de reunir-se a l'agost del 2015 amb el moviment. Barnie Sander també es va reunir amb activistes del BLM. Ben Carson, candidat republicà i únic afroamericà que competia per la presidència, va qualificar el moviment d'aze. Marc Rubio, per la seva banda, del Partit Republicà, va declarar simpatitzar amb el punt de vista del moviment. En canvi, Donald Trump, va declarar que tal vegada haurien d'haver estat maltractats perquè era absolutament repugnant allò que estaven fent.

### Els disturbis a Dallas i Baton Rouge del 2016
El 7 d'agost del 2016 cinc policies nord-americans van resultar morts després d'un tiroteig per part d'un franctirador a Dallas, a l'estat de Texas. El franctirador, de 25 anys i antic reservista de l'exèrcit nord-americà que va servir a l'Afganistan, segons que apunta la premsa, deia estar enfadat per les detencions a la comunitat afroamericana portades a terme per la policia i que van generar el moviment BLM. L'autor de l'assassinat va ser mort després d'un enfrontament de diverses hores amb la policia. Segons informa la premsa, el franctirador volia matar blancs, un fet del tot insòlit perquè va capgirar la situació de discriminació que denuncia BLM, a més d'afegir tensió, segons pot llegir-se a la premsa, a les ferides racials no resoltes als EUA.
Poques setmanes més tard, en una manifestació en defensa de la comunitat afroamericana, tres policies més van resultar morts, a l'estat de Louisiana, concretament a Baton Rouge. Altre cop, els mateixos motius evocats. Tot plegat, en una manifestació que havia estat convocada per protestar contra l'arrest setmanes anteriors a dos joves negres que va resultar morts per la violència policial.
Els dos esdeveniments marquen un nou punt atès que fins aleshores eren els arrestats qui patien morts i brutalitat. Amb les morts dels agents de policia de Dallas i Baton Rouge va aparèixer de sobte una certa contrareacció, alimentada, probablement, per les detencions en paral·lel de ciutadans que filmaven els arrestos.

### Protestes del 2020
A finals de maig, a partir d'una sèrie d'esdeveniments amb càrrega racial, es van realitzar protestes de gran magnitud al llarg dels Estats Units, principalment a causa de l'homicidi policial de George Floyd , un ciutadà afroamericà va ser assassinat després de ser arrestat per la policia de Mineàpolis en fer servir, segons es diu, un bitllet fals en una botiga de queviures. BLM organitza un motí als Estats Units i a tot el món a partir del 30 de maig.

## El moviment Black Lives Matter
Després de la mort de Trayvon Martin i de l'absolució de George Zimmerman, el moviment BLM es formà a partir de tres dinamitzadores de la comunitat negra: Alicia Garza, Patrisse Cullors i Opal Tometi. BLM s'inspirà del Moviment Afroamericà de Drets Civils, el moviment Black Power, el moviment feminista negre dels 1980, del Panafricanism, Moviment Antiapartheid, Occypy Wall Street i el moviment LGBT.

### Tàctiques d'acció
El moviment utilitzava inicialment les xarxes socials per arribar a milers de persones de manera ràpida. Però aquesta tàctica ha anat canviant. Ha optat per l'apoderament dels carrers, l'organització de rallys i marxes, però també demostracions d'impacte, com ara simular morts al carrer.
Alguns dels eslògans que es poden llegir són: mans en l'aire, no dispareu, no puc respirar, el silenci blanc és violència, sense justícia, sense pau o el meu fill és el següent?.

### Filosofia del moviment
Black Lives Matter incorpora els grups que tradicionalment s'havien excl tuòs dels moviments d'alliberament negre. La pàgina web de l'organització, per exemple, afirma que Black Lives Matter és una contribució única que va més enllà de les matances extrajudicials de persones de raça negra per part de la policia i els vigilants i, adopta la interseccionaltiat, atès que Black Lives Matter afirma que viu entre els negres homosexuals, persones transsexuals, amb discapacitat, persones negres indocumentades, negres amb antecedents, les dones i totes les vides negres que formen l'espectre de gènere.

### Capacitat d'influència
El hashtag #BlackLivesMatter va ser escollit com a paraula de l'any 2014 per la Societat Americana del Diàleg. Més de cent professors negres han expressat el seu suport vers el BLM. Diferents mitjans de comunicació d'arreu del món n'han fet ressò.
El moviment ha estat recolzat pel president dels Estats Units Barack Obama. Li han dedicat reportatges d'investigació. És el cas del realitzat per Sally Sara per l'ABC Australia. El mes de desembre del 2015 Black Lives Matter fou nominat al premi Persona de l'Any per la Revista Times. BLM també ha estat noticia a agències de notícies i tema de discussió per part dels candidats a les eleccions presidencials del 2017 del país. Les manifestacions ocorregudes arran de la mort de joves afroamericans han provocat la declaració d'estat d'emergència als estats americans concernits.

### Crítics del moviment
Existeixen veus crítiques vers el BLM. Ben Carson, candidat a les presidencials del 2017 pel partit republicà, el ministre Johnthan Gentry de l'Església Occidental Àngels de Déu en Crist, entre d'altres, s hión les veus crítiques que han anat sorgint. Segons Deroy Murdock, comentarista de política afroamericà, creu que la idea que els policies dels Estats Units senzillament estan disparant a la gent negra innocent, és una de les més grans i mentides mortíferes d'avui dia. Qüestionat en anonimat per Sally Sara per l'ABC Austràlia, un policia declara, som [la policia nord-americana] l'ase dels cops de la societat, som el primer símbol de l'estat, molta gent fa pagar el seu neguit. Reconeix que hi ha abusos, com a totes les feines. Han anat sorgint, d'altra banda, comentaris o accions de denúncia per qui considera el moviment com antiblanc. A l'American Thinker del 19 de desembre del 2014, Tom Trinko hi pregunta, en forma de contestació, per què BLM no denuncia el fet que moltes de les víctimes són mortes per policies negres.